# 26—27-я линии Васильевского острова
26—27-я ли́нии Васи́льевского о́строва — улица в Василеостровском районе Санкт-Петербурга. Проходит от Кожевенной линии до площади Собчака.

## История
В начале XVIII века многие проезды Санкт-Петербурга назывались линиями, поскольку имели один ряд (одну линию) домов. В основном это были набережные рек и каналов. В «Описаниях российского императорского города Санкт-Петербурга» немецкий путешественник И. Г. Георги пишет: «Каждая из сих улиц разделяется в середине небольшими досками обкладенным каналом на две улицы; ряд домов в каждой из таких улиц называется линиею, в коих в каждой улице по две.» Первое упоминание линий на Васильевском острове относятся к 1710-м годам. По указу от 26 апреля 1767 года каналы были засыпаны, и получились обыкновенные проезды, однако стороны одной улицы сохранили разные номерные названия.
Первоначально линии проходили от реки Невы до Косой линии. В 1891 году продлены до Большого проспекта Васильевского острова, а в 1908 году дальше на север. Участок от Невы до Кожевенной линии упразднён в 1930-е годы. В 1836—1846 годы носили название Вновьпроложенная улица.

## Застройка
- пожарная часть № 67;
- № 6 — Профессиональный реабилитационный центр;
- № 11 — Здание профтехучилища 86 Сталепрокатного завода;
- памятник Анатолию Собчаку;
- № 15 — Фондовая биржа «Санкт-Петербург»;
- Дворец культуры имени С. М. Кирова;
- № 16, литера Б — ЖК «Финансист», в 2014 году вошёл в «Список диссонирующих объектов», нарушающих сложившуюся городскую архитектуру[3][4].